# Fedorella minima
Fedorella minima is een mosdiertjessoort uit de familie van de Cleidochasmatidae. De wetenschappelijke naam van de soort is voor het eerst geldig gepubliceerd in 1947 door Silén.